# سدریک پردیلهان
سدریک پردیلهان (انگلیسی: Cédric Pardeilhan؛ زادهٔ ۴ مهٔ ۱۹۷۶) بازیکن فوتبال اهل فرانسه است.
از باشگاه‌هایی که در آن بازی کرده‌است می‌توان به باشگاه فوتبال تولوز، باشگاه فوتبال لو مان، باشگاه فوتبال آژاکسیو، و باشگاه فوتبال پاری سن ژرمن اشاره کرد.